# Maison du peuple de Lens
La maison du peuple de Lens était située rue de Paris. Aujourd'hui au 63, rue René-Lanoy de Lens. Elle fut le lieu d’expressions puissantes des mineurs et le lieu d'opposition entre le vieux syndicat d'Émile Basly, député, Franc-maçon et du jeune syndicat de Benoît Broutchoux, anarcho-syndicaliste.

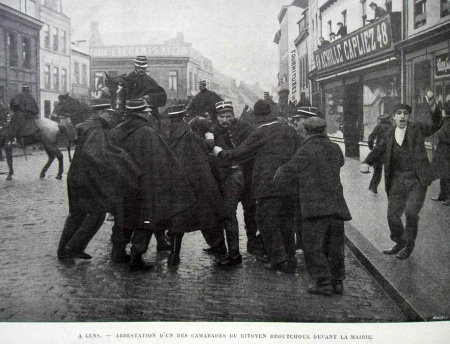
Arrestation de Benoît Broutchoux

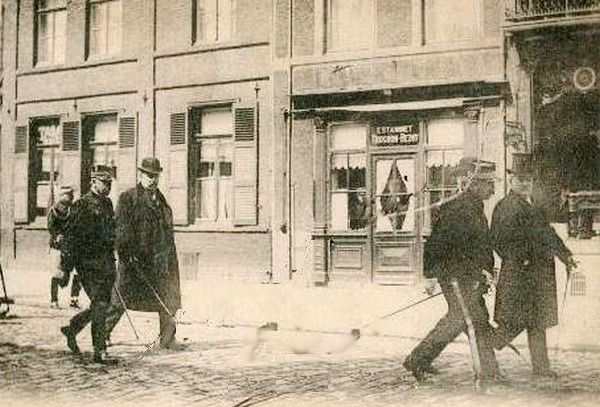
Clemenceau se rend depuis la gare de Lens, à pied, vers la maison du peuple

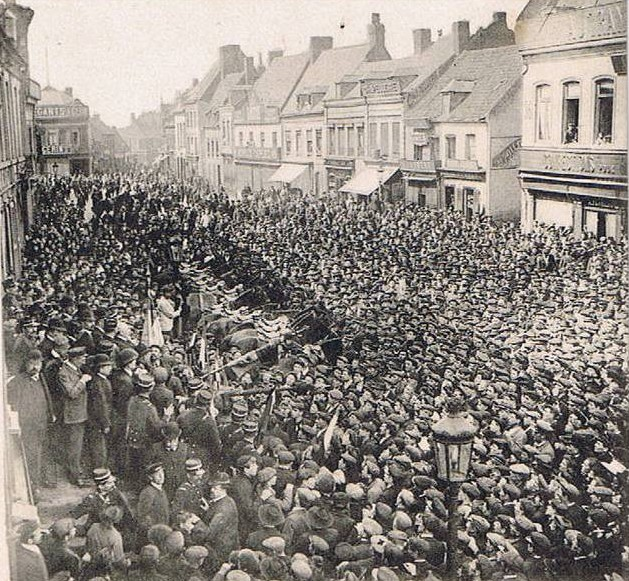
Grève à Lens le 14 mars 1906

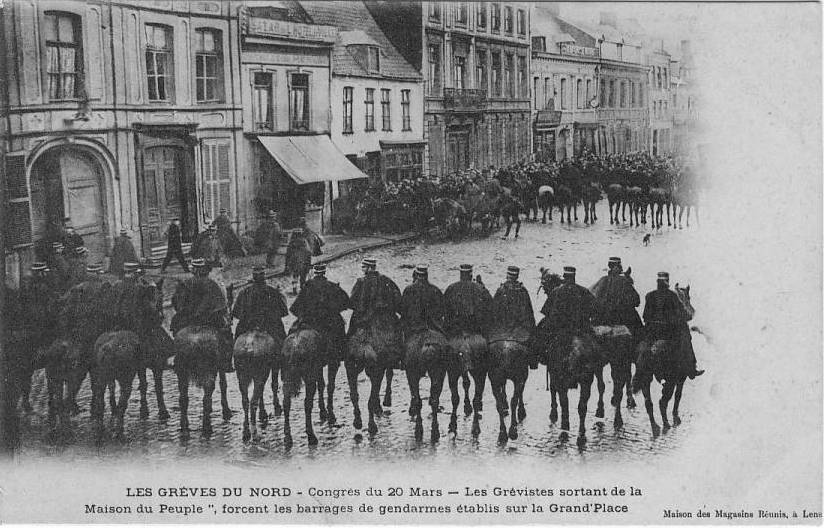
À la maison du peuple les grévistes forcent le barrage de police le 20 mars 1906

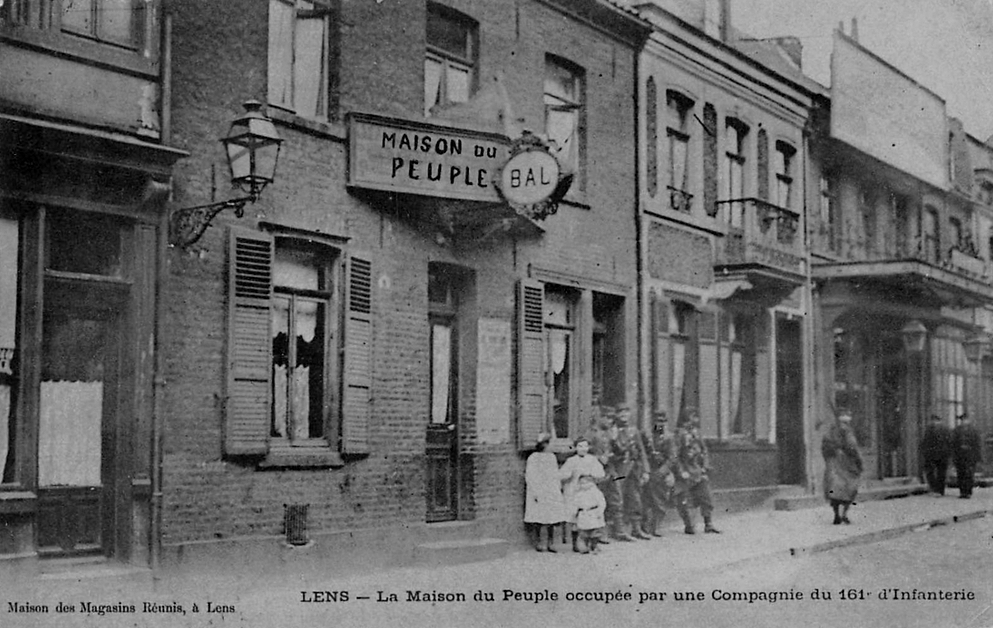
La maison du peuple occupée par le d'infanterie

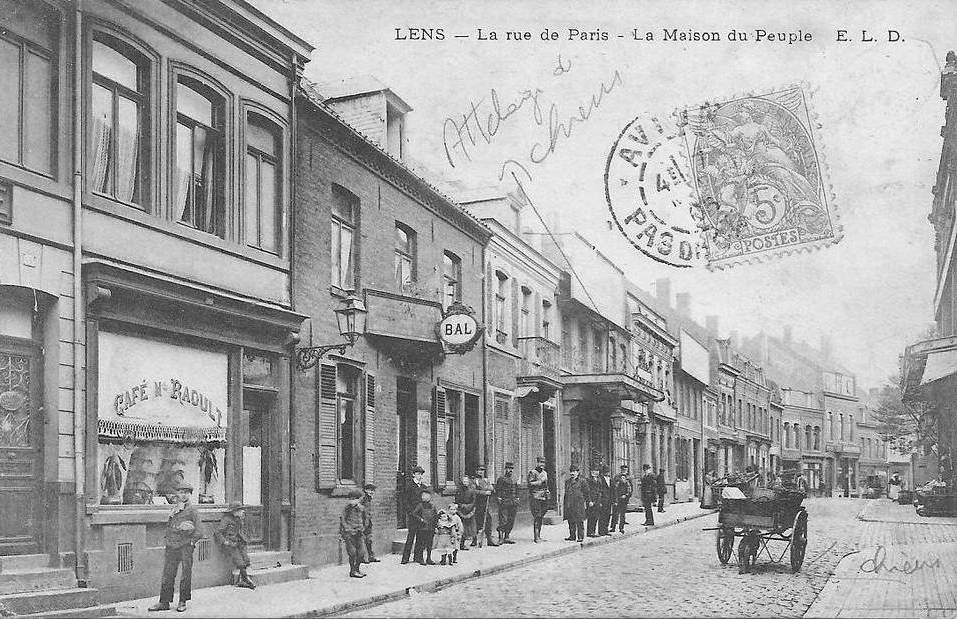
Lens, la rue de Paris

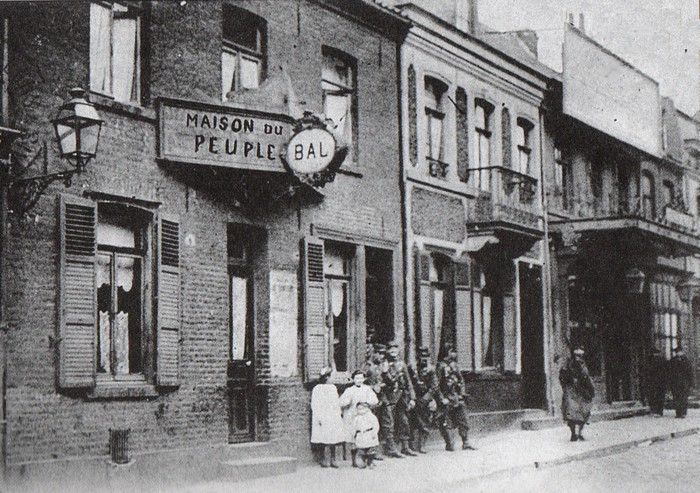
Maison du peuple à Lens

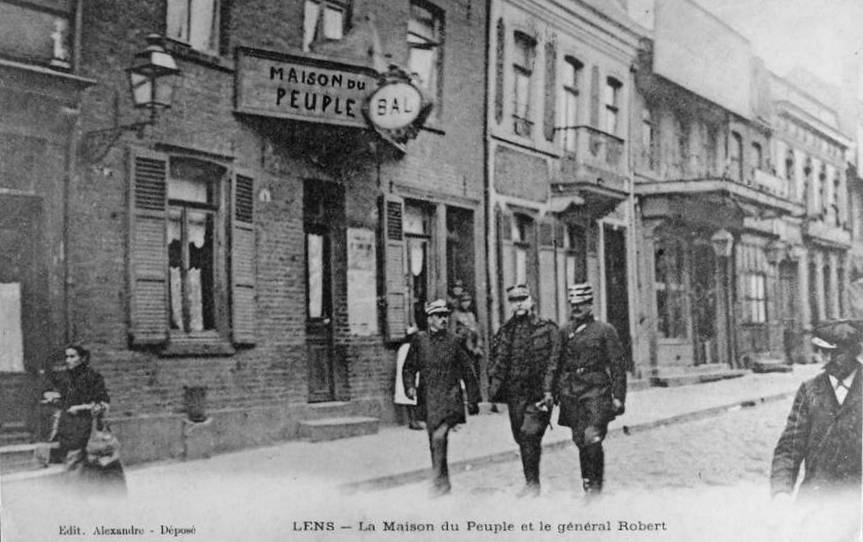
Maison du peuple, et le général Robert

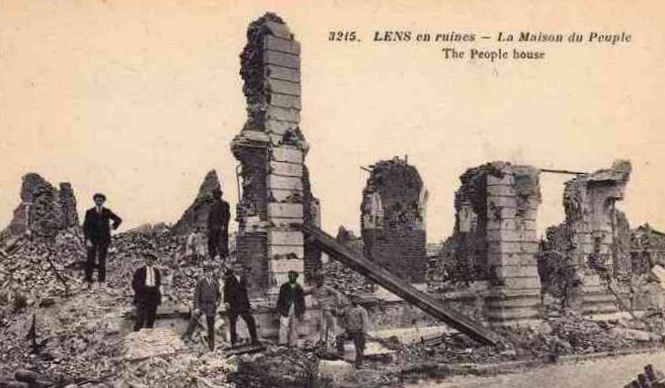
Ruine de la maison du peuple en 1918

## Le vieux syndicat
Émile Basly d'abord secrétaire du syndicat des mineurs d'Anzin à sa création en 1882, à une époque où le syndicalisme n'est pas encadré par la loi, puis président en 1891. Il devient député de Paris de 1885 à 1889, puis appelé à Lens par Arthur Lamendin, député du Pas-de-Calais sans discontinuer de 1891 à sa mort en 1928, représentant la circonscription de Lens-Liévin puis est maire de Lens à partir de 1900 et le resta jusqu'à son décès, y gagnant le surnom de « tsar de Lens ».

## Le jeune syndicat
Benoît Broutchoux Le 2 juin 1900, après la mort à Montceau-les-Mines, après la mort d'un métallo gréviste, Brouillard, tué par la police, il prononce un violent discours lors de l'enterrement : il est arrêté et condamné pour « excitation au meurtre et au pillage, injure à l'armée, paroles outrageantes au gouvernement parlementaire ». À peine libéré, il est condamné pour avoir frappé un commissaire.
En cavale, il rencontre celle qui sera sa compagne, Fernande Richir, et vit désormais avec elle. Il réussit en 1902, à se faire embaucher sous un faux nom dans le bassin minier, à Lens. En octobre, une grève éclate pour obtenir la journée de huit heures. Il s'oppose au « vieux » syndicat des mineurs réformiste contrôlé par Émile Basly. Il est à nouveau condamné pour « atteinte à la liberté du travail » et « usurpation d'identité ».
À l'enterrement de Louise Michel en janvier 1905, Benoît Broutchoux qui s'attend à être incarcéré, demande à Pierre Monatte de venir le remplacer à Lens pour animer L'Action syndicale. Pierre Monatte est déjà en 1904 un proche de Charles Delzant qui publie La Voix des verriers, journal national dont la rédaction est située à l'Hôtel du syndicat des verriers à Aniche

## Catastrophe de Courrières
La catastrophe de Courrières est la plus importante catastrophe minière d'Europe. Elle a lieu entre Courrières et Lens, le samedi 10 mars 1906 et a fait officiellement 1 099 morts. Elle tire son nom de la Compagnie des mines de Courrières qui exploite alors le gisement de charbon du bassin minier du Nord-Pas-de-Calais dans le Pas-de-Calais.
Le 14 mars, un nouveau bilan est établi : on dénombre 429 morts à la fosse no 3, 506 morts à la fosse no 4 et 162 morts à la fosse no 2. La grève est déclarée aussi dans la Compagnie de Dourges. Les mineurs refusent de redescendre au fond. Les syndicats appellent à une grève générale qui s’étend rapidement aux puits environnants. On compte déjà 25 000 grévistes.
14 mars 1906, 21h00, Lens :
Les adhérents du jeune syndicat sont réunis à « La Maison du Peuple » rue de Paris, à Lens. Ils sont environ 1200. Benoît Broutchoux annonce que les mineurs de Liévin ont repoussé le programme des revendications élaboré par le syndicat Émile Basly. Il les critique, puis présente celles de la Fédération dont la principale est « 8 heures de travail, 8 francs de salaire » !
Le 15 mars, les sauveteurs doivent se décider à stopper les recherches à cause d'un incendie qui s'est déclenché dans les galeries. Ils ne trouvèrent que des cadavres ce jour-là.
La colère puis la révolte montèrent dans le bassin minier. Les mineurs se mirent en grève pour exiger de meilleures conditions de travail.
On commença à se demander si les ingénieurs de l'État n'avaient pas fait une erreur en considérant qu'il n'y avait plus de survivants au fond seulement trois jours après la catastrophe. D'autres rescapés auraient peut-être pu être retrouvés. Jean Jaurès, dans L'Humanité, alla jusqu'à poser cette question : « Et serait-il vrai que, par une funeste erreur, ceux qui dirigeaient les sauvetages, croyant qu'il n'y avait plus en effet d'existence humaine à sauver, se sont préoccupés plus de la mine que des hommes ? »
Après la victoire des radicaux aux législatives, Ferdinand Sarrien est appelé à former le cabinet. Georges Clemenceau ironise : « Ça, rien ? Tout un programme! ». Mais Briand, qui doit encore négocier les inventaires de l'Église, préfère l'avoir avec lui plutôt que contre lui, et subordonne sa participation à celle de Clemenceau : ce dernier obtient ainsi l'Intérieur, alors que la France connaît une vague de grèves importantes, parfois quasi-insurrectionnelles], tandis que la SFIO est sur une position révolutionnaire et anti-réformiste bourgeoise, malgré les hésitations de Jaurès). « Je suis le premier des flics », dit-il alors,.
Confronté à la grève qui fait suite à la catastrophe de Courrières (plus de 1 000 morts), Clemenceau refuse d'envoyer, comme c'est l'usage, la troupe de façon préventive, c'est-à-dire dès que la grève se déclare, mais se rend le 16 mars en automobile à Lens.
Clemenceau, il est accompagné du préfet et d’un ingénieur des mines à Paris. Il rencontre à la mairie les représentants du vieux syndicat et leur fait part de son intention d’envoyer des troupes pour protéger les fosses d’agitateurs susceptibles de se livrer à des actes regrettables. Les délégués Evrard et Beugnet protestent. Le ministre lance un appel au calme, affirmant que le Gouvernement fera son possible pour éviter les heurts entre grévistes et forces de l’ordre. Un accord est conclu de faire garder les puits de mine par l’armée.
À la Maison du peuple  peu avant 13 heures arrive Clemenceau qui s'y était rendu à pied.
Benoît Broutchoux est absent. Le ministre de l’intérieur négocie alors avec son adjoint, Plouvier qui accepte la proposition de Clemenceau mais demande au ministre de parler aux grévistes.
Ils sont deux mille environ à l’accueillir dans la salle de bal au cri de : Vive la grève ! Imperturbable, Clemenceau déclare : « Il ne m’appartient pas de discuter vos revendications. Je viens vous dire seulement que le Gouvernement de la République entend faire respecter la légalité par tous. La grève constitue pour vous un droit absolu, qui ne saurait vous être contesté. Mais la loi est la loi ; sous un gouvernement démocratique, tout le monde doit s’incliner devant elle et lui obéir ».
Pour Clemenceau, la première partie est gagnée, la présence de troupes militaires permettra de sauver l’outil de production indispensable à l’économie nationale. 17 mars, et affirme aux grévistes que leur droit à faire grève sera respecté, sans envoi de la troupe, tant qu'aucune personne ni propriété ne sera menacée. Les grévistes s'échauffant, il se résout à envoyer une troupe de 20 000 soldats le 20 mars ; le Temps (22 mars) est rassuré. Cette décision marque le début du divorce entre Clemenceau et la gauche socialiste, révolutionnaire et syndicaliste.
Cependant, en même temps, Clemenceau fait saisir le registre sur lequel les délégués inscrivent leurs observations dans le but d’officialiser la thèse de l’accident et les ingénieurs, afin de faire reprendre l’extraction au plus vite décident de mettre un terme aux opérations de sauvetage.
17 mars dans l’après-midi, Lens. Le congrès du Vieux Syndicat a lieu à la mairie de Lens. Émile Basly rend compte des revendications établies dont :
- augmentation des salaires pour les mineurs et les galibots ;
- versement d’une pension après 25 ans de service - Descente des ouvriers à 6h du matin dans toutes les compagnies et remonte à 2 h - Arrêt des discriminations syndicales, politiques et religieuses.
Le Congrès désigne ensuite 27 délégués appelés à participer à la réunion de Paris. Une fois la réunion terminée, Basly prend aussitôt le train pour Paris.

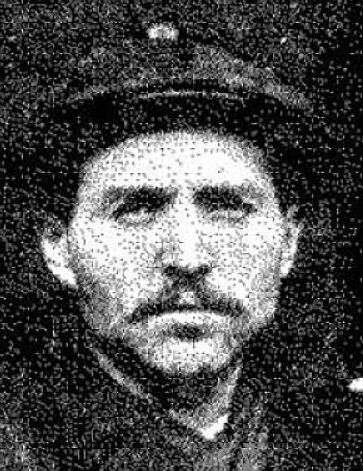
Benoît Broutchoux.

Pendant tout le Congrès, sur la Grand-Place face à la mairie, une foule immense. Des cris : « Vive la grève ! » « Huit heures ! Huit francs ! ». Mais aucun incident. Le jeune syndicat de Benoît Broutchoux, plus favorable à une grève dure et violente, semble prendre le dessus sur celui de Émile Basly.
Cependant, le maire d’Avion, Octave Delcourt déclare: « Aujourd’hui qui peut conduire la grève ? Évidemment seul le Vieux Syndicat. C’est lui, et non le Jeune Syndicat qui doit être l’éclaireur de la route. Il est écœurant de voir des camarades s’insulter comme ils le font. Donnons, nous au Vieux Syndicat, le bon exemple ; disons au Jeune Syndicat de venir avec nous . »

## Complot contrePierre Monatte1906
Pour briser la grève qui fait tache d'huile, atteignant Paris : L'Écho de Paris titre « Vers la révolution ». À l'approche du 1er mai 1906, Clemenceau avertit Victor Griffuelhes, secrétaire général de la CGT, qu'il sera tenu responsable pour tout débordement, et fait arrêter préventivement plusieurs militants d'extrême-droite, « laissant entendre la préparation d'un complot ». Il fait aussi venir 45 000 soldats à Paris : la « fête du Travail », sous haute surveillance policière, se déroule dans le respect de l'ordre et de la propriété. En juin 1906, une joute l'oppose à Jaurès à la Chambre pendant six jours.
Benoît Broutchoux est arrêté.
Pierre Monatte fait l'objet de perquisitions et il aussi arrêté, incarcéré à Béthune. Il dénonce un complot: 

« Les perquisitions faites à mes domiciles ou chez des camarades, car mon dossier est bourré d’une volumineuse paperasserie, formée des procès-verbaux d’une trentaine de perquisitions faites à Lens, à Denain, à Fresnes, à Paris, à Montceau, etc.
Les documents importants saisis chez moi consistaient : pour mon domicile de Paris, dans une photographie de soldats antimilitaristes que l’habile M. Hamard n’eut sans doute pas grand’peine à découvrir, étant donné qu’elle était sur ma cheminée parmi d’autres photographies; en outre, une lettre du mois de novembre dernier, de Dubéros, le secrétaire de l’Union des Syndicats de la Seine, qu’il serait aisé de retrouver au copie de lettres de l’Union des Syndicats, où Dubéros me disait ceci : « Ton syndicat a donné ton nom pour la liste des orateurs qui pourront aller dans les réunions de syndicats afin de donner le dernier coup de main à l’agitation en faveur des huit heures. Indique-moi les soirs de la semaine où tu es à peu près certain d’être libre, afin qu’on n’ait pas besoin de t’avertir plus de 24 heures à l’avance. »
Cette lettre constitue le document fameux, le document important. Il est question d’agitation dans cette lettre, et c’est sur cette pièce terrible que M. Boudry juge d’instruction de Béthune, daigna s’arrêter un long temps :« Mais ce n’est pas de la propagande normale que vous deviez faire. Le mot agitation est écrit. Qu’entendiez-vous par faire de l’agitation? »
Et voilà pour Paris. A Lens, on avait pris sur ma table de travail un reçu de 165 francs (si je me souviens bien) sous enveloppe, accompagné d’une lettre, prêt à être expédié. C’était le reçu d’une somme versée par le syndicat des verriers de Fresnes-sur-Escaut (Charles Delzant) pour les familles des victimes de la catastrophe de Courrières. »

Libéré le 31 mai Pierre Monatte crie au complot dans Les Temps nouveaux du 16 juin 1906.
À l'Assemblée nationale le 19 juin 1906 Jean Jaurès s'oppose à Clemenceau et à Ferdinand Sarrien.
Ferdinand Sarrien, président du Conseil, « Les inculpés ont été arrêtés en vertu d’un mandat régulier du juge d’instruction de Béthune, à la suite de la découverte chez M. Pierre Monatte délégué de la Confédération générale du travail, de documents qui pouvaient faire croire que cette organisation avait collaboré aux troubles fomentés dans le Pas-de-Calais »

## Octobre 1906
Benoît Broutchoux le 13 octobre 1906, il participe au Congrès d'Amiens de la CGT avec Georges Dumoulin et Pierre Monatte. Les anarcho-syndicalistes mettent à mal la minorité guesdiste et font adopter la Charte d'Amiens, qui affirme la défense des revendications immédiates et quotidiennes et la lutte pour une transformation d'ensemble de la société en toute indépendance des partis politiques et de l'État. Cette charte est toujours revendiquée par des syndicats français comme la CGT, la Confédération générale du travail - Force ouvrière, la CNT, etc.

## 1908
Benoît Broutchoux, secrétaire de l'Union syndicale des mineurs du Pas-de-calais, en juillet 1908 dénonçait la volonté des Francs maçons pour accaparer le mouvement syndical en s'emparant de la Confédération générale du travail, Charles Delzant écrivait en 1908 « La Franc-Maçonnerie influence de façon néfaste tous les mouvements syndicaliste du Nord, où elle pèse sur le Parti socialiste et sur les syndicats. Delesalle en est un membre très influent et Desmons est vénérable, c'est dire que le Réveil est aux frères.
Dans tout le Nord de la France et le Pas-de-calais, les correspondants du Réveil, quelque peu influents, ont été franc-maçonnisés.
Émile Basly et tous ses valets en sont.Émile Basly appartenait à la Loge Union et travail de Lens. »

## Première Guerre mondiale
La maison du peuple est détruite lors des bombardements.

## Deuxième Guerre mondiale
Jean-Pierre Visse découvre et entre dans la mémoire de Lénine par sa découverte en 1955.« «J'étais alors jeune mineur de fond. En me promenant dans les rues de Lens, je tombe sur une belle maison. Je suis rentré. Il y avait plein de livres et au-dessus de l'escalier trônait un portrait». Sans le savoir, le «galibot» lensois venait de pénétrer dans une maison du peuple. Le portrait, c'était celui de Lénine. »

## Personnalités
- Georges Carpentier champion du monde de boxe y fut fêté.